# لورزيني
لورزيني (بالكردية: لۆرزنی) هي إحدى القرى التابعة لـمرغور في ريف قسم سيلوانه من مقاطعة أرومية، في محافظة أذربیجان الغربیة الإيرانية.

## السكان
حسب إحصاءات سنة 2006، بلغ إجمالي السكان في لورزني 851 نسمة وعدد المساكن 125 مسكن. لغة سكان لورزني هي اللغة الكردية و هم من أهل السنة والجماعة والمذهب الشافعي.